# Scapheremaeus arcuatus
Scapheremaeus arcuatus är en kvalsterart som beskrevs av Hammer 1971. Scapheremaeus arcuatus ingår i släktet Scapheremaeus och familjen Cymbaeremaeidae. Inga underarter finns listade i Catalogue of Life.